# As Usual
"As Usual" is een lied geschreven door Alex Zanetis en uitgevoerd door Brenda Lee.Het lied staat op Lee's album uit 1964, By Request.

## Hitnoteringen
Het nummer bereikte nummer 12 in de Billboard Hot 100 en nummer 5 in de adult contemporary hitlijst in de Verenigde Staten. Het bereikte nummer 5 in de Britse singles hitlijst en nummer 12 in de Australische hitlijst in 1964.
De single was de 49e bestverkochte 45-toerenplaat van 1964 in het Verenigd Koninkrijk.